# 魔戒現身
《魔戒现身》（英語：The Fellowship of the Ring）是英国作家J·R·R·托尔金《魔戒》系列奇幻小说的第一部。它描述了作者虚构的中土大陸上发生的事情。本作品于1954年7月24日在英国出版第一版。

## 情节
哈比族人佛羅多·巴金斯从他的叔叔比爾博·巴金斯那里继承了一个戒指，这是一个充满魔力的戒指，它拥有奴役全世界的力量，但只有黑暗魔君可以使用。黑暗魔君索倫知道了这个消息。他集结无数的半兽人，准备大军夺取魔戒，并且征服全世界。为了不让魔戒落入索倫之手。佛羅多和他的朋友们决定摧毁魔戒，但是要摧毁魔戒，一定要将它投入原先铸造它的烈焰中；那也就是位于索倫老巢魔多的末日山脉。
于是，佛羅多在忠实的伙伴山姆衛斯、梅里和皮聘的陪伴下，踏上了毁灭魔戒的征程。一路上，他们不断遇到索倫的爪牙——黑骑士（也被称为戒灵）的围追堵截，还遇到了居心险恶的白袍巫师薩魯曼的囚禁和可怕的炎魔的袭击。幸而有着遊俠亞拉岡、精灵公主亞玟、人类战士波羅莫、精灵女王凱蘭崔爾以及精灵勒苟拉斯、矮人金靂和灰袍巫师甘道夫等正义力量的保护和帮助，佛羅多他们的魔戒远征队才一次次地化险为夷。但是，真正能阻止佛羅多毁灭魔戒的，是魔戒本身。後來在佛羅多要決定要如何處理魔戒時，波羅莫為了自己的國家想要搶走魔戒，因此佛羅多帶上魔戒隱形，躲開了波羅莫，但被山姆衛斯發現。後來波羅莫最後為了保護梅里和皮聘兩人與強獸人奮戰致死，梅里和皮聘被強獸人帶走，而魔戒远征队也因此失散分成三隊，各自繼續向末日山脉前進。

## 反響
在《魔戒現身》出版之後，托尔金的好友、《納尼亞傳奇》作者C·S·路易斯於《時與潮》雜誌上發表了關於《魔戒現身》的評論，一開頭就寫說：「這本書就像來自晴朗天空的閃電」，並且「開創了新的疆域」。《曼徹斯特衛報》書評稱讚說：「托爾金是天生的說故事好手，讓讀者像小孩一樣，瞠目結舌，想繼續聽下去」。薛理曼在《真理》上寫道：「這是曠世傑作。作者非但開世界文學之先河，也締造了歷史」。著名評論家伯納德·列文認為《魔戒現身》是「我們這時代，或者該說有史以來，最精采的文學傑作」。詩人W·H·奧登在《紐約時報》上評論說：「最近五年來，我從沒有讀過比這本更教人討喜的書」，一個月後他更表示：「如果有人說他不喜歡這本書，我就絕不會再相信他的文學品味」:175-177。

## 改編作品
改編電影《魔戒首部曲：魔戒現身》於2001年上映，由彼得·傑克森執導、新線影業發行。
在電影之後，Black Label Games發布了電子遊戲《魔戒首部曲：魔戒現身》。